# Miagrammopes thwaitesi
Miagrammopes thwaitesi är en spindelart som beskrevs av O. Pickard-Cambridge 1870. Miagrammopes thwaitesi ingår i släktet Miagrammopes och familjen krusnätsspindlar. Inga underarter finns listade i Catalogue of Life.